# Challenger de Cali 2012
El Seguros Bolívar Open Cali 2012 es un torneo profesional de tenis. Pertenece al ATP Challenger Series 2012. Se juega su 5ª edición sobre superficie de tierra batida, en Cali, Colombia entre el 10 y el 16 de septiembre.

## Cabezas de serie

### Individuales
| Tenista               | Ranking | No. |
| Santiago Giraldo      | 46      | 1   |
| Alejandro Falla       | 51      | 2   |
| Rubén Ramírez Hidalgo | 94      | 3   |
| Wayne Odesnik         | 136     | 4   |
| Thiago Alves          | 138     | 5   |
| Martín Alund          | 140     | 6   |
| Guido Pella           | 152     | 7   |
| João Souza            | 155     | 8   |

- Se toma en cuenta el ranking ATP del 27 de agosto de 2012.

### Invitados
Los siguientes jugadores ingresan al cuadro principal invitados por la organización.
- Facundo Bagnis
- Nicolás Barrientos
- Santiago Giraldo
- Felipe Mantilla

### Clasificados
Los siguientes jugadores entran al cuadro principal tras disputar el cuadro clasificatorio.
- Fabiano de Paula
- Juan Sebastián Gómez
- Kevin Kim
- Sebastián Serrano

## Campeones

### Individual Masculino
- João Souza def.  Thiago Alves, 6–2, 6–4

### Dobles Masculino
- Juan Sebastián Cabal /  Robert Farah def.  Marcelo Demoliner /  João Souza, 6–3, 7–64